# British Phosphate Commission
British Phosphate Commission (Brytyjska Komisja ds. Fosforytów) została założona w 1919 roku. Była ona zespołem składającym się z przedstawicieli Wielkiej Brytanii, Australii i Nowej Zelandii, którzy zarządzali wydobyciem fosforytów na Wyspie Bożego Narodzenia, Nauru oraz Wyspie Banaba od lat 20. do lat 60. XX wieku.